# Toponymie du Tchad
La toponymie est l'étude des noms de lieux (toponymes). Les toponymes du Tchad sont très nombreux et un même lieu peut avoir plusieurs noms : nom donné par les habitants du lieu, nom donné par les voisins, nom donné ou créé par l'administration coloniale française ou par l'administration tchadienne, ...
Le Tchad n'a pas d'organisme national de toponymie. Une activité toponymique minimale concentrée sur les lieux habités a lieu au Bureau Central du Recensement. Le Tchad est membre de l'Organisation internationale de la Francophonie.

## Nom du pays
- Tchad

Nom d'origine kanouri
Désigne le lac Tchad.
Le pays a été nommé d’après le lac Tchad. Cette appellation provient du mot tsade, sad ou chad qui signifie « grande étendue d’eau » ou « lac » 

## Nom des régions et départements
- Batha

D'après la rivière Batha.
On a d'abord écrit la Batha mais le masculin s'est imposé assez vite.
- Chari Baguirmi

L'une des régions du Tchad 
- Moyen-Chari

D'après le fleuve Chari.
- Ouara

D'après l'ancienne capitale du royaume du Ouaddaï

## Nom des villes
- Am Timan

Nom d'origine berbère
Autre forme : Amm et Timan (forme ancienne)
Signification : la mère des jumeaux
- Massenya

son nom du mot barma mas qui signifie tamarinier et du nom de la femme peul na qui est selon la tradition à l'origine de la cité
- Ndjamena

Nom d'origine arabe : "Am Ndjaména" qui signifie "On s'est reposé" ou encore "Lieu ou on se repose"
- Abéché

Nom d'origine arabe :  "Abou Aché" qui signifie "Le père de Aché"
- Sarh

En hommage à sa population qui sont les Saras
- Bahaï

Qui en langue Zaghawa (Beri) veut dire "Grand puits"
- Bamina

Signifie en langue Zaghawa "Petit Puits"
- Bardaï

Nom d'origine arabe, qui signifie "Froid", en référence à sa température glacial pendant la nuit

### Nom des villes à l'époque coloniale
- N'Djamena / Fort-Lamy

D'après le commandant François Joseph Amédée Lamy mort à la bataille de Kousséri en 1900
- Sarh / Fort-Archambault

## Nom des fleuves, rivières et lacs
- Chari

- Logone

## Nom des montagnes
- Tibesti